# Dab (dans)
 For alternative betydninger, se Dab. (Se også artikler, som begynder med Dab)
Et dab er et dansetrin, hvor danseren gentagne gange trykker hovedet ned ved indersiden af albuen og strækker den anden arm ca. 60 ° i vejret.

## Oprindelse
NFL-quarterback Cam Newton fra Carolina Panthers blev kendt for at udføre dette dansetrin, når han scorede et touchdown i sæsonen 2015-2016.